# Gary Bestla
Gary Bestla (* 22. Oktober 1992 in Berlin) ist ein deutscher Schauspieler.

## Leben
Gary Bestla war einige Jahre lang als Schauspieler tätig. Unter anderem war er als Gregor Waldner in der deutschen Fernsehserie Unser Charly zu sehen. Weitere Rollen hatte er in dem Fernsehfilm Partnertausch und dem Film Das weiße Band. Gary Bestla war zu Gast in der 750. Episode der Sendung Johannes B. Kerner.
Er brach seine Schauspielkarriere für ein Auslandsjahr in Amerika ab. Danach beendete er 2012 die Schule mit dem Abitur.
Er ist heute Gesundheits- und Krankenpfleger und arbeitet auf einer geriatrischen Station im Bethel-Krankenhaus. Er selbst sagt: „Das spielen vor der Kamera war toll, aber jetzt kann ich machen was wirklich zählt. Die Dankbarkeit der Patienten nach, zum Beispiel der täglichen Körperpflege,  ist mir mehr wert, als der Ruhm!“

## Filmografie
- 2004–2008: Unser Charly
- 2007: Partnertausch
- 2009: Das weiße Band – Eine deutsche Kindergeschichte